# スノーピアサー (テレビドラマ)
『スノーピアサー』（原題：Snowpiercer）は、2020年から2024年まで放送されたアメリカ合衆国のテレビドラマシリーズ。すべてが凍りついた世界で、残された人類を乗せて地球を走り続ける列車"スノーピアサー"の謎を描く。原案はジャック・ロブ、バンジャマン・ルグラン、ジャン＝マルク・ロシェットによるグラフィックノベル『Le Transperceneige』と、同作品を原作とするポン・ジュノ監督の2013年の映画『スノーピアサー』が基になっている。テレビドラマ版の制作総指揮もポン・ジュノが務め、ジェニファー・コネリー、ダヴィード・ディグス、ミッキー・サムナー、アナリース・バッソらが出演する。
アメリカでは2020年5月17日からシーズン1がTNTで放送が開始された。アメリカと中国以外ではNetflixが放送権を獲得し、2020年5月25日から日本を含む世界で配信された。2021年1月25日からシーズン2が放送され、翌日にNetflixで配信されている。2022年1月24日からシーズン3が放送され、翌日にNetflixで配信されている。その後シーズン4の製作が発表されたが、2022年6月20日にそれで完結する事が発表された。
ところが、2023年1月16日に既に撮影済みだったにもかかわらず、TNTでのシーズン4の放送が中止になった事が発表された。ポン・ジュノらは新たな放送・配信先を探していたが、結局、2024年7月21日から同年9月22日までAMCで放送されて物語は幕を閉じた。

## あらすじ
7年前、深刻な地球温暖化に終止符を打つため地球を冷ます作戦が行なわれたが、すべての陸地が雪と氷に覆われ生物が生きられない世界になってしまった。2021年、億万長者のウィルフォード氏によって建設された1001両にも及ぶ永久機関列車"スノーピアサー"は、残された人類を乗せて地球を走り続けている。その車内は限られた資源を管理し、厳格に社会階層を守ることで維持する管理社会となっていた。

## キャスト
括弧内は日本語吹替声優。

### メイン
メラニー・カヴィル
演 - ジェニファー・コネリー（斎藤恵理）
客室乗務員のトップであり、車両を管理している。
アンドレ・レイトン
演 - ダヴィード・ディグス（田島章寛）
最後尾の住人。元殺人課の刑事で、3等車で起こった殺人事件を捜査するため駆り出される。
ベス・ティル
演 - ミッキー・サムナー（池田朋子）
列車の警備部隊の女性。
ルース・ウォーデル
演 - アリソン・ライト（加良まゆみ）
メラニーの部下で、 客室乗務員として主に1等車両の世話をしている。
ベネット・ノックス
演 - イド・ゴールドバーグ（綿貫竜之介）
列車の設計を知る数少ない技術者の一人。
ジンジュ・ソン
演 - スーザン・パーク（須川晶紀）
車両の高級レストランのシェフ。
ジョシー・ウェルステッド
演 - ケイティ・マクギネス（皆瀬まりか）
最後尾で暮らす女性。
ジョン・"オズ"・オズワイラー
演 - サム・オットー（田口尚明）
列車の警備部隊の男性。
ザラ・フェラーミ
演 - シェイラ・ヴァンド（和優希）
3等車の女性。元はレイトンの妻で、最後尾で暮らしていた。
ロシュ
演 - マイク・オマリー（鷲見昂大）
警備部隊のリーダーで、執行官のような役割を担っている。
ライラ・"LJ"・フォルジャー
演 - アナリース・バッソ（柚木尚子）
1等車の裕福な両親の下で暮らす女性。
マイルズ
演 - ジェイリン・フレッチャー
最後尾にいる数少ない子供の一人。
オードリー
演 - レナ・ホール（長谷川暖）
3等車の女性。
ハビエル・"ハヴィ"・デラトーレ
演 - ロベルト・ウービナ（西森千豊）
列車の技術者の一人。
アレクサンドラ・カヴィル
演 - ローワン・ブランチャード
メラニーの娘。

## エピソード
| 通算 話数 | シーズン 話数 | タイトル                                                | 監督                 | 脚本                                 | 放送日        | U.S.視聴者数 (百万人) |
| --------- | ------------- | ------------------------------------------------------- | -------------------- | ------------------------------------ | ------------- | --------------------- |
| 1         | 1             | "始まりは気候変動" "First, the Weather Changed"         | James Hawes          | ジョシュ・フリードマン Graeme Manson | 2020年5月17日 | 1.94                  |
| 2         | 2             | "その時に備えて" "Prepare to Brace"                     | Sam Miller           | Donald Joh                           | 2020年5月24日 | 1.16                  |
| 3         | 3             | "アクセス権は力の象徴" "Access Is Power"                | Sam Miller           | Lizzie Mickery                       | 2020年5月31日 | 1.22                  |
| 4         | 4             | "開発者がいなくても" "Without Their Maker"              | フレッド・トーイ     | Hiram Martinez                       | 2020年6月7日  | 1.19                  |
| 5         | 5             | "最初から正義などない" "Justice Never Boarded"          | Frederick E.O. Toye  | Chinaka Hodge                        | 2020年6月14日 | 1.18                  |
| 6         | 6             | "トラブルは予期せぬところから" "Trouble Comes Sideways" | ヘレン・シェイヴァー | Aubrey Nealon Tina de la Torre       | 2020年6月21日 | 0.96                  |
| 7         | 7             | "宇宙は無関心" "The Universe Is Indifferent"            | ヘレン・シェイヴァー | Donald Joh                           | 2020年6月28日 | 1.20                  |
| 8         | 8             | "彼の革命だから" "These Are His Revolutions"            | エベラルド・ゴウト   | Hiram Martinez Tina de la Torre      | 2020年7月5日  | 1.14                  |
| 9         | 9             | "求めたのは人々の血" "The Train Demanded Blood"         | James Hawes          | Aubrey Nealon                        | 2020年7月12日 | 1.27                  |
| 10        | 10            | "全994車両の列車" "994 Cars Long"                       | James Hawes          | Graeme Manson                        | 2020年7月12日 | 1.18                  |

## 製作
2016年にターナー・ネットワーク・テレビジョン (TNT) にてパイロット版の制作が発表された後、全10話のテレビシリーズとして放送される予定であった。パイロット版の脚本（ショーランナー）はジョシュ・フリードマンが、監督はスコット・デリクソンがそれぞれ担当したが、その後にフリードマンは意見の相違から降板し、テレビシリーズではグレーム・マンソンが担当する。また、デリクソンもマンソンの方針に異を唱えて降板しているが、2018年7月26日にNetflixによる制作が報じられた際には、デリクソンはマシュー・オコナーと共に総括プロデューサーを務めると報じられている。
2019年5月28日には、2020年春に予定しているシーズン1の放送開始前にシーズン2が決定したことや、TNTからTBSに放送局が移ることが発表された。しかし9月に決定は覆され、TBSからTNTに放送局が戻った。10月12日には、グラフィックノベルである原作に敬意を表したティザー映像が公開され、アニメと実写を組み合わせた映像で前日譚が描かれている。
2020年1月16日には、スノーピアサーが1001両で構成されていること、さらに主要キャストに焦点を当てた新しいポスターが発表された。
2022年6月20日、一旦シーズン4を以て終了する事が発表されたが、前述の通り、2023年1月16日になって撤回された。

## 放送
当初、2020年5月31日から放送される予定だったが、新型コロナウイルスの流行の影響から早くオンエアすることになり、2020年5月17日に繰り上げられた。
TNTで5月17日に第1話、5月24日に第2話が放送され、5月25日からはNetflixで配信が開始された。Netflixでは初日に2話が同時に配信されたことにより本放送に追いつき、日本ではアメリカの本放送から数時間後の配信となっている。

## 評価

### 批評
第1シーズンは、批評集積サイトのRotten Tomatoesに69件のレビューがあり、批評家支持率は61%、平均点は10点満点で6.29点となっている。また、Metacriticには23件のレビューがあり、加重平均値は55/100となっている。